# 松村冬風
松村 冬風（まつむら ふゆかぜ、1961年7月5日 - ）は、日本の元俳優、歌手。群馬県出身。東海大学工学部卒業。

## 略歴
デビュー前はコンピュータ・エンジニアをしていた。
大学在学中にパフォーマンス集団「東京ビクトリークラブ」に加入、路上ライブを中心に活動した後、1984年に「一世風靡セピア」のメンバーとして芸能界デビュー。
ソロ歌手（セピア時代）や俳優としても活動する。歌手としては自ら作詞・作曲を手がけた。
セピア解散後は夢工房に所属し、舞台を中心に俳優として活動を続けていたが、2000年代以降は表立った活動はしていなかった。
2018年、春海四方著『前略、昭和のバカどもっ!!』（KADOKAWA）に春海、小木茂光との対談が収録され、プロフィールに芸能界から離れている事が記載されている。

## 出演

### テレビドラマ
- 水曜グランドロマン「女の中の祭り」（1989年11月22日、日本テレビ）
- あいつがトラブル（1989年 - 1990年、フジテレビ） - 東条
- 月曜ドラマスペシャル「みちのく露天風呂　べに花殺人事件」（1990年8月20日、TBS）
- 花燃える日日 -野望の国・第二部-（1990年、日本テレビ） - 島田
- 新金色夜叉 百年の恋（1990年、東海テレビ）
- 火曜サスペンス劇場「結婚適齢期」（1991年6月25日、日本テレビ）
- 花王 愛の劇場「赤い迷宮」（1993年、TBS）
- 金曜エンタテイメント「刑事で悪いか!?」（1994年6月17日、フジテレビ）
- 西遊記 第11話「未来を見通す家なき子」（1994年7月29日、日本テレビ）

### 映画
- 首都消失（1987年、東宝） - 松尾豊 （劇中で2nd Single のLonely Cryを披露している）
- 敦煌（1988年、東宝）
- RUSH!（2001年、スローラーナー）

### オリジナルビデオ
- ハートフル・ラブストーリー 危険な恋の物語（1992年、アズバーズ）
- 監禁逃亡 美しき獲物たち（1993年、ジャパンホームビデオ） - 逃走犯
- デカ玉金助三郎（1994年、日活）

## ディスコグラフィー

### シングル
|   | 発売日        | タイトル             | c/w                        | 規格 | 品番    | レーベル        |
| - | ------------- | -------------------- | -------------------------- | ---- | ------- | --------------- |
| 1 | 1986年7月25日 | Weakenな告白         | Just Alive,時間のPARTYへ〜 | EP   | 7BAS-10 | BOURBON RECORDS |
| 2 | 1987年1月1日  | Lonely Cry           | 口を開けたPigの群れ        | EP   | 7BAS-12 | BOURBON RECORDS |
| 3 | 1988年1月25日 | オレの夢〜松's RAP〜 | 曇るガラスに映る幻         | EP   | 7BAS-26 | BOURBON RECORDS |

### アルバム
|   | 発売日        | タイトル                    | 規格 | 品番       | レーベル        |
| - | ------------- | --------------------------- | ---- | ---------- | --------------- |
| 1 | 1987年1月25日 | ロダンの憂鬱                | LP   | 28BLC-3022 | BOURBON RECORDS |
| 1 | 1987年1月25日 | ロダンの憂鬱                | CD   | 32BTC-153  | BOURBON RECORDS |
| 2 | 1988年1月25日 | 松村冬風作品集II 雲の流れに | LP   | 28BLC-3039 | BOURBON RECORDS |
| 2 | 1988年1月25日 | 松村冬風作品集II 雲の流れに | CD   | 32BTC-181  | BOURBON RECORDS |

### タイアップ一覧
| 曲名         |        | タイアップ                           |
| ------------ | ------ | ------------------------------------ |
| Weakenな告白 | 1986年 | 映画『ブラックボード』イメージソング |
| Lonely Cry   | 1987年 | 映画『首都消失』挿入歌               |